# Lohrberg (Frankfurt am Main)
Der etwa 185 Meter hohe Lohrberg oder kurz Lohr gilt als Hausberg von Frankfurt am Main und ist gleichzeitig der einzig verbliebene Weinberg innerhalb des Stadtgebietes. Er gehört zum Stadtteil Seckbach und ist Bestandteil der geologischen Formation des Berger Rückens, der sich in der Form eines flachen U von Berkersheim bis hinter das Ortsende von Bergen – auslaufend nach Maintal-Bischofsheim – erstreckt. An der Berger Warte liegt der höchste Punkt des Stadtgebietes mit 212,4 Metern über NN.

## Geschichte
Der Name des Lohrberges geht auf den bereits im Mittelalter belegten Flurnamen Lohr zurück. Die Ableitung dieses Wortes ist nicht eindeutig belegt. Neben einer Deutung als Weideland findet sich auch eine Deutung auf der Basis des althochdeutschen Begriffes lar, der leer bzw. kahl bedeutet. Beide mögliche Deutungen weisen jedoch darauf hin, dass der Lohrberg unbewaldet gewesen und vermutlich landwirtschaftlich genutzt worden ist.
Über den Lohrberg verläuft ein Teilabschnitt der Hohen Straße, die wiederum Bestandteil der Via Regia ist. Dabei handelt es sich um eine schon seit dem Mittelalter bedeutende Reichs-, Pilger- und Handelsstraße zwischen dem Rhein und Breslau in Schlesien, die im Streckenabschnitt Frankfurt-Leipzig den Namen Hohe Straße trägt, vermutlich, weil sie die Feucht- und Sumpfgebiete möglichst mied und so zu allen Jahreszeiten genutzt werden konnte. Die Via Regia war eine prähistorische Verbindung von Spanien nach Russland. Auf dem heutigen Frankfurter Stadtgebiet verlief sie von Höchst (alte Elisabethenstraße) über die Nidda bei Nied (Rödelheimer Straße, heute Oeserstraße), am Rebstock vorbei durch den Biegwald (Biegweg), dann nördlich an Bockenheim vorbei, über die Ginnheimer Höhe (Diebsgrundweg), den Dornbusch (Marbachweg) und den Lohrberg sowie Bergen.
Der Lohrberg ist indirekt Namensgeber des Ortes Seckbach. Seckbach bzw. das historische Seckibah steht für Sickerwasser. Das Wasser der Quellen des Lohrbergs versickert im Seckbacher Ried.
Der Weinbau an den Hängen des Lohrberges ist seit dem 9. Jahrhundert belegt, er wird bereits bei der zweiten heute bekannten urkundlichen Erwähnung Seckbachs im Jahr 882 thematisiert. Es ist jedoch davon auszugehen, dass der Weinbau an dem heute genutzten und von der Sonne verwöhnten Hang bereits erheblich früher stattgefunden hat, möglicherweise schon durch die Römer. Zumindest wurden von Archäologen ganz in der Nähe neben anderen Bodendenkmälern die Grundmauern eines römischen Gutes, ein römisches Heiligtum, römische Straßen und Relikte einer römischen Jupitergigantensäule gefunden, die heute im Historischen Museum Frankfurts zu bewundern sind.
Bereits im Zuge der Säkularisation ging der Weinbau am Lohrberg 1803 aus dem Besitz des Frankfurter Karmeliterklosters in den Besitz der Stadt Frankfurt über. Der Weinberg Lohrberger Hang wird vom Weingut der Stadt Frankfurt am Main bewirtschaftet.
Nach der Eingemeindung Seckbachs nach Frankfurt (1. Juli 1900) entstanden unter dem Gartenbaudirektor Carl Heicke und dessen Gartenarchitekten Bernhard Rosenthal ab 1902 Planungen für zwei Seckbacher Volksparks nach dem Vorbild des Günthersburgparks. Der entsprechende Beschluss der Stadtverordnetenversammlung datiert vom 24. Januar 1905. Grundstücksankauf und Enteignungsverfahren nahmen viele Jahre in Anspruch, da der Lohrberg in sehr viele kleine Parzellen aufgeteilt war, wie ein Plan des Frankfurter Tiefbauamtes von 1906 veranschaulicht.
Dieser Plan und ein undatiertes historisches Foto zeigen noch das Lohrhaus als einziges Gebäude auf dem Lohrberg, ein zweigeschossiges Fachwerkhaus mit ausgebautem Dach. Es wurde vermutlich 1763 errichtet und 1933 saniert. Heute ist es Teil des Gartenlokals Lohrberg-Schänke, das ab 1933 von der Stadt Frankfurt an die Familie Pflug verpachtet worden ist. Zur Zeit der Anlage des Lohrparkes wohnte im Lohrhaus die kinderreiche Seckbacher Familie Quanz, die Erfrischungen an vorbeikommende Spaziergänger und Wanderer verkaufte. Da das Haus auf dem Lohrberg keinen Anschluss an Trinkwasser hatte, musste dieses neben anderen Lebensmitteln und Materialien von der Familie per Esel auf den Lohrberg transportiert werden.
Nach der Realisierung des ersten dieser beiden Parks zwischen 1910 und 1913, des nach einer Flurbezeichnung benannten Volksparks Auf dem Huth, wurde dann 1919 unter der Ägide von Gartenbaudirektor Max Bromme und Oberbürgermeister Franz Adickes auf dem Lohrberg zunächst die erste Frankfurter Dauer-Kleingartenkolonie mit 60 Kleingärten für die Bevölkerung angelegt. Diese Entscheidung ist jüngeren Datums als die Planung des Volksparks Auf dem Lohrberg, denn auf den Plänen von 1914 waren noch keine Kleingärten vorgesehen. Ebenfalls 1919 fand auf dem Frankfurter Messegelände vom 13.–21. September die Ausstellung Hof und Garten zur Förderung des Kleingartenwesens statt. 1924 begannen die durch den Ersten Weltkrieg (1914–1918) und die Inflation (1914–1923) verzögerten Arbeiten am neuen Volkspark auf dem Lohrberg sowie die Integration eines Weinberges.
In den 1930er Jahren bestanden Pläne, den 1871 errichteten Röderbergturm, einen hölzernen Aussichtsturm, im Ostend abzubauen und auf dem Lohrberg neu zu errichten, da dort ein erheblich besserer Panoramaausblick gegeben ist. Der Umzugsplan wurde jedoch nicht verwirklicht, der Röderbergturm 1936 abgerissen.
Ende der 1920er Jahre wurde im Lohrpark der so genannte Kinder-Erholungsgarten fertiggestellt. Er umfasst ein 100 Quadratmeter großes Wasserspielbecken, einen Sandkasten und Spielgerät, eine Liegewiese, eine Spielwiese und Sitzbänke. 1930 wurde im Lohrpark ein Ehrenmal für die Seckbacher Gefallenen des Ersten Weltkrieges errichtet. Es umfasst ein Areal von 5 × 10 Meter, mit Innenhof und 5 Meter hohem Holzkreuz, das Seckbach zugewandt ist.
Das ab 1919 geplante Gartenlokal Lohrbergschänke kann erst im Juni 1933 im Baustil der 1920er Jahre eröffnet werden. Die Seckbacher Gastwirte hatten gegen die unliebsame Konkurrenz in so prominenter Lage opponiert. Im Zweiten Weltkrieg erhielten Lohrpark bzw. Lohrberg bei den Luftangriffen auf Frankfurt am Main 1943 Bombentreffer, große Bombentrichter befanden sich zum Beispiel mitten auf der heutigen Rodelbahn. Die Rasenflächen wurden während und nach dem Krieg zum Teil zweckentfremdet, so für den Anbau von Gemüse und Heilkräutern.
1947 entstand der Beispiel- und Beratungsgarten für Obstbau betreibende Bürger. 1951 fand auf der zweiteiligen großen ebenen Rasenfläche des Lohrberges das erste Lohrbergfest statt, eine rein leichtathletische Sportveranstaltung. 1953 wurde dort das Frankfurter Friedrich-Ludwig-Jahn-Denkmal errichtet und durch Oberbürgermeister Walter Kolb eingeweiht.
Im Jahr 1961 kam es zur Eröffnung einer Minigolf-Anlage, die jedoch wegen zu geringer Nachfrage bereits 1966 wieder eingeebnet wurde.
Unter der Nummer 06 112 000/1 wurde die Rebfläche Lohrberger Hang im Jahr 1971 als kleinste und östlichste Einzellage im Weinbaugebiet Rheingau in die Weinbergrolle eingetragen.
Mitte der 1970er Jahre wurden auf dem im Winter bei Schnee als Rodelbahn genutzten Hang grüne Kunststoffmodule ausgelegt, um Skifahrern auf dem Rasen auch im Sommer geeignete Übungsflächen anzubieten, ohne ihn stark zu beeinträchtigen. Die Abfahrt der Aktiven verursachte eine entsprechende Geräuschkulisse und wurde von Erholung suchenden Spaziergängern nicht goutiert. Das Experiment wurde wieder eingestellt. 1975 fand das 25. Jubiläum des Lohrbergfestes statt.

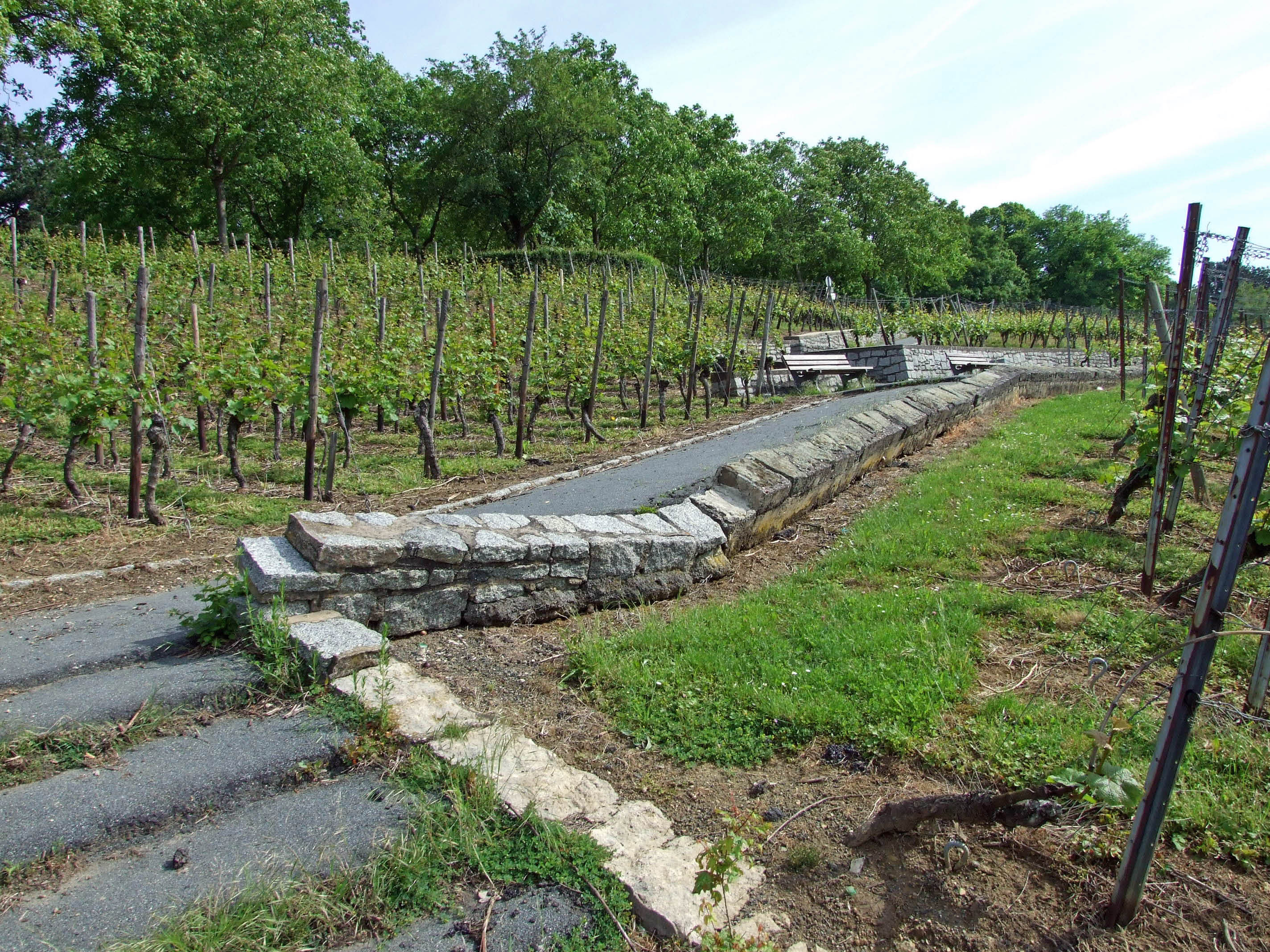
Sichtbare Hangbewegung an den Einfassungsmauern des Weges zwischen den Weinstöcken

1990 veröffentlichte das Stadtvermessungsamt Höhenmessungen der vergangenen zwölf Jahre. Sie ergaben, dass der Lohrberg pro Jahr um einen Zentimeter rutscht. Auf dem Weg zwischen den Weinstöcken konnten schon seit Jahrzehnten Bewegungen der Einfassungsmauern beobachtet werden (siehe Foto rechts). Diese Erkenntnis ist indes nicht neu, denn darüber wird in Seckbachs Chronik bereits aus früheren Jahrhunderten berichtet. Seinerzeit kam es sogar zu mindestens einem größeren Bergrutsch.
1993 widmete die Stadtverwaltung das bereits 1930 errichtete Ehrenmal für die Gefallenen Seckbachs im Ersten Weltkrieg um; seitdem wird dort auch der Seckbacher Gefallenen des Zweiten Weltkrieges gedacht. Bis 1994 bewirtschaftete die Stadt Frankfurt den Weinbau am Lohrberger Hang selbst, seitdem ist er an einen Winzer in Hochheim am Main verpachtet, der auch den dortigen Weinbau Frankfurts betreut.
Mitte der 1990er Jahre kam ein Open-Air-Kino auf dem Lohrberg ins Gespräch und wurde vom Mal Seh’n Kino zeitweise realisiert, mit einfachster Technik, ausgefallenem Filmprogramm und bei freiem Eintritt.
Im Jahr 2000 wurde auf der großen Spielwiese, dem Kernstück des Lohrparks, die seit 1951 einmal pro Jahr als Wettkampffläche des Frankfurter Bergsportfestes dient, das 50. Jubiläum des Lohrbergfestes begangen.
Der Quellenwanderweg im Frankfurter Grüngürtel, der zwischen dem Alteborn in Seckbach und dem Schelmenborn in Bergen-Enkheim am Südhang des Lohrbergs verläuft, wurde im Jahr 2001 eingerichtet.
Seit 2004 werden im Lohrpark private Parkwächter eingesetzt, die den Erhalt der Grünflächen schützen und möglichst präventiv gegen eine Verschmutzung der Anlagen durch Nutzer des Parks vorgehen sollen.
2005 übernahm der 2003 zum Schutz der Streuobstwiesen im Raum Frankfurt gegründete Verein Streuobstzentrum die Trägerschaft für den bereits zweimal von der Schließung bedrohten städtischen Beratungsgarten am Lohrberg. Er unterhält dort das neu errichtete umweltpädagogische Main-Äppel-Haus Lohrberg mit Äppel-Bistro und wurde daher in MainÄppelHaus Lohrberg Streuobstzentrum e. V. umbenannt.

### Archäologie
Durch Ausgrabungen der Senckenbergischen Naturforschenden Gesellschaft (seit November 2008: Senckenberg Gesellschaft für Naturforschung) Ende des 19. Jahrhunderts wurden zu Füßen des Lohrberges Überbleibsel eines fossilen Säugetieres entdeckt. Das Tier wurde in der Größe eines großen Ochsen beschrieben. Prof. Friedrich Kinkelin, damaliger Sektionär der geologisch-paläontologischen Abteilung des Senckenberg-Museums, ordnete die Fundstücke der Gattung des Flussschweines zu und beschrieb sie als neue Art, der er nach dem Fundort den Namen Hippopothamus seckbachensis gab. Diese Bezeichnung revidierte man allerdings wieder, als auch Zähne dieses Tieres gefunden wurden. Die erste Gattungszuordnung ist nun nicht mehr aufrechtzuhalten. Das Tier erhielt den neuen Namen Anthracotherium seckbachense, Seckbacher Kohletier. Der Seckbacher Volksmund ist nicht ganz so förmlich und benennt es seinerseits rasch in Seckbacher Kohlensau um. In seiner Größe entspricht das Tier einem Flusspferd. Der Bezug zur Kohle ergibt sich aus dem Umstand, dass nahe dem Lohrberge einst untertage Kohle abgebaut worden ist und die Relikte des Tieres in etwa 17 Metern Tiefe in den Bergwerksschächten lokalisiert werden.

### Lohrberg-Gedicht
Wenn ich so auf dem Lohrberg steh

un laß mei Blicke schweife,

guck in die Fern und in die Näh

da kann ich schon begreife,

daß des in Frankfurt ganz gewiß

eins von de schönste Flecke is.

Wer glaubt, mir däte Äppelwoi

alleinig groß nur schreiwe,

versuch der mal den Lohrbergwein,

die Schnut wird der sich reiwe!

Südlich stehn Rebstöck da am Hang,

wie mer im Bild ja sehe kann.

Un guckt mer dorch der Bäum Geäst,

was dut ein da wohl grüße?

So richtig wie e kuschlich Nest,

liegt Seckbach eim zu Füße.

Die Baumblüt, es is net vermesse,

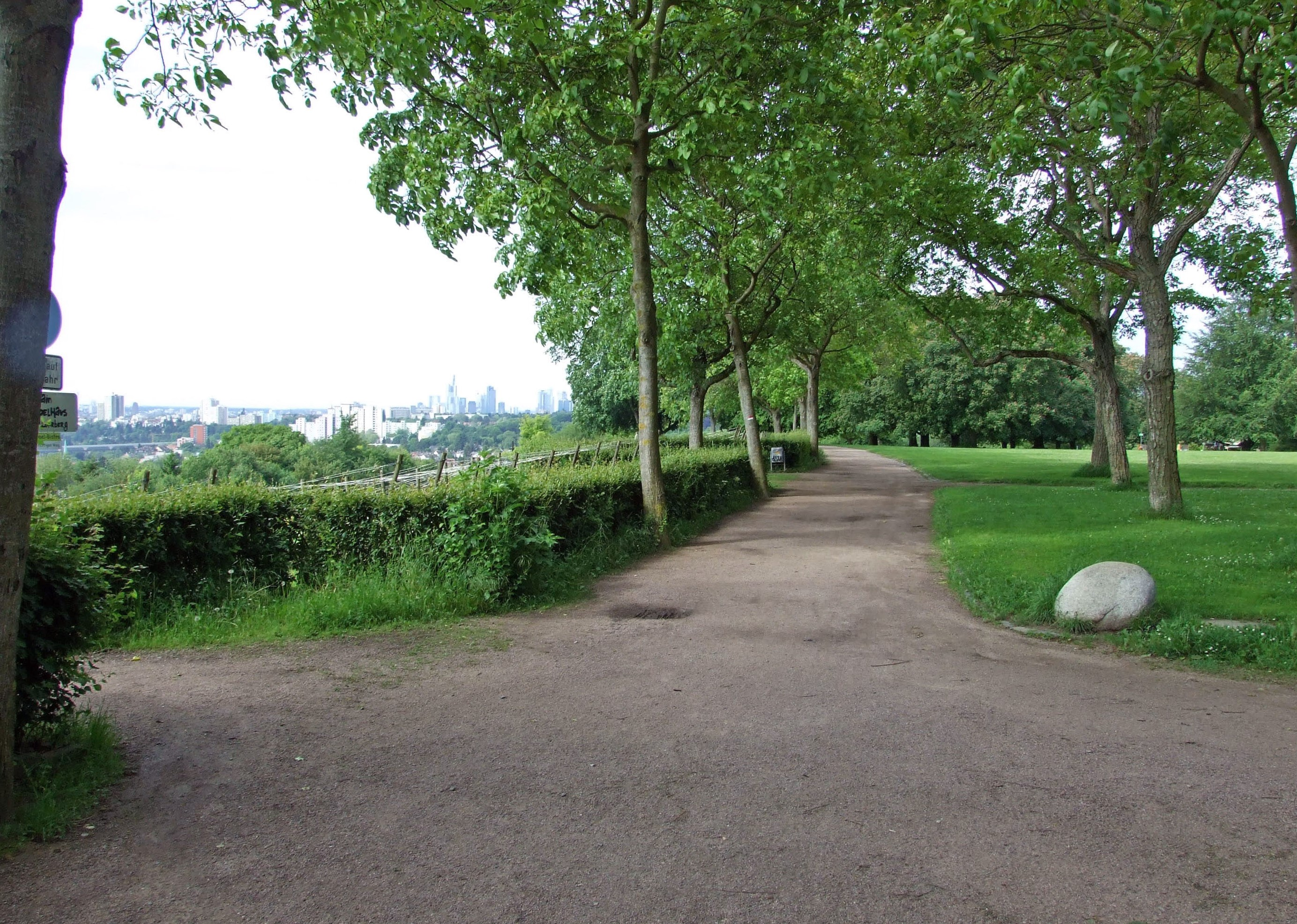
Panoramaweg oberhalb des Weinberges Lohrberger Hang im Lohrpark

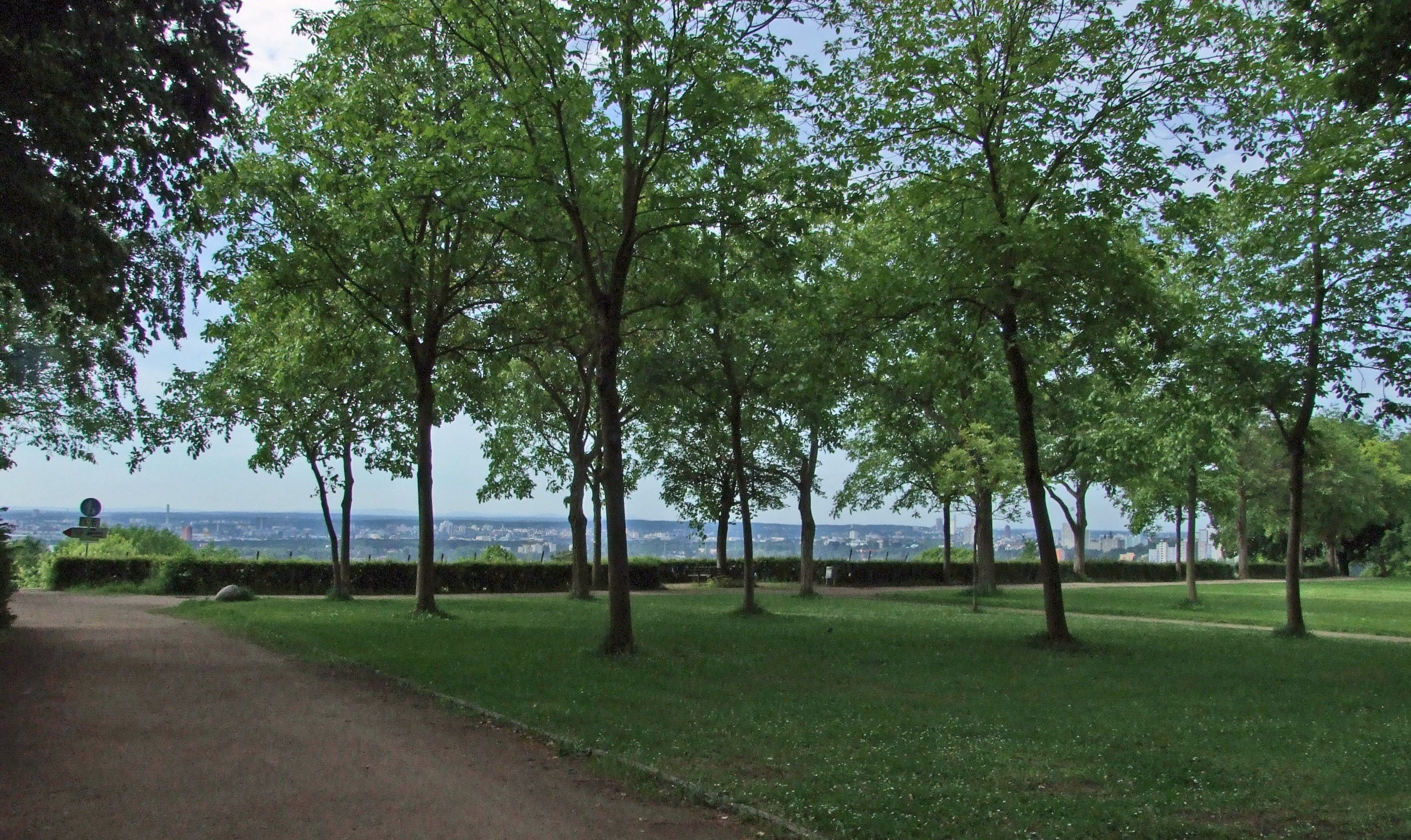
Ausblick oberhalb des Weinberges Lohrberger Hang im Lohrpark

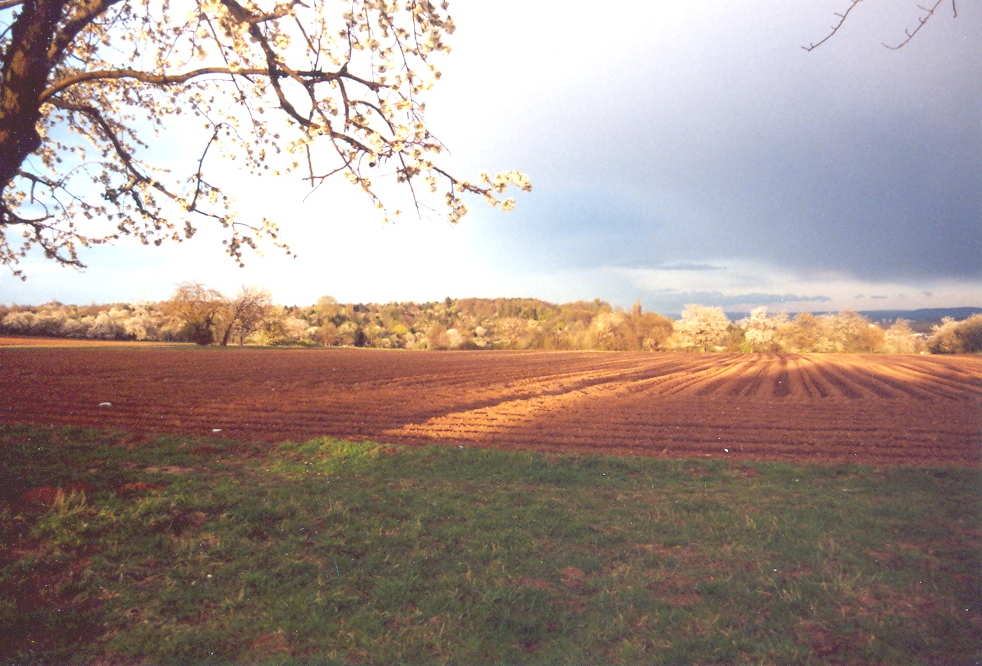
Blick von der Friedberger Landstraße zum Lohrberg

die Bergstraß kannste glatt vergesse!

Mei Lohrberg-Loblied, glaub es mir,

es fände noch kein Ende.

Mer bräucht noch arsch viel Zeit dafür,

um alles zu bedenke.

Warum ich hier so glücklich bin?

Am beste is, geht selwer hin.

Verfasser unbekannt; das Gedicht steht vermutlich im Kontext einer Abbildung des Lohrberges, 20. Jh.

## Charakterisierung
Lohrberg und Lohrpark sind Teil der aktuellen Frankfurter Grüngürtel-Planung und dienen der Stadt als wichtiges Kalt- und Frischluft-Entstehungsgebiet. Der Park ist daher wertvoller Baustein eines ökologischen Gesamtkonzepts zum Schutz der Natur.
Auf den Lohrberg kommt man über verschiedene, meist relativ steile Spazierwege vom Ortskern Seckbachs aus. Eine nur leichte Steigung hat der Spaziergänger von Bergen aus zu bewältigen. Mit dem Auto kommt man über die Friedberger Landstraße in Richtung Bad Vilbel und den Berger Weg. Parkplätze sind auf dem Lohrberg vorhanden.
Das Kernstück des Lohrparkes bildet eine große ebene Rasenfläche, die von einem Spazierweg und Bäumen eingefasst ist. Der am Parkplatz beginnende Friedrich-Heyer-Weg quert diese Rasenfläche und teilt sie, so dass die Spazierwege dort die Form einer Acht erhalten. Zwischen schattigen Bäumen findet sich hier seit dem 31. Mai 1953 das Frankfurter Friedrich-Ludwig-Jahn-Denkmal. Der Friedrich-Heyer-Weg beginnt am Parkplatz und bildet geradlinig die Mittelachse des Lohrparkes. An seinem Abschluss führt er in eine große in Sitzhöhe gemauerte schattige Rotunde, die in ihrem Inneren mit großen Bäumen bewachsen ist. Die Anordnung dieser Bäume vollzieht die Form der Rotunde nach.

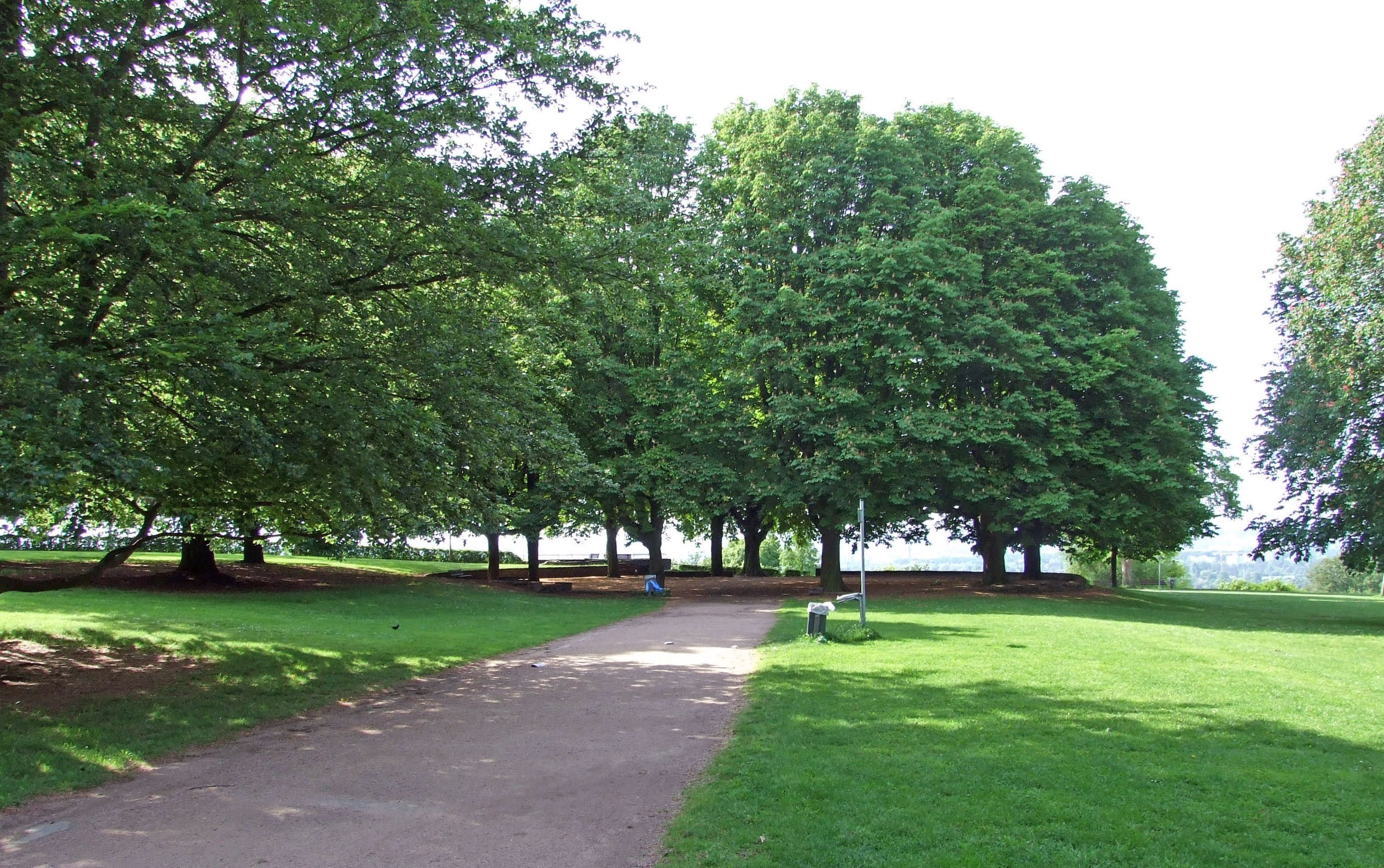
Blick auf die von Bäumen und Mauerwerk gesäumte große Rotunde im Lohrpark
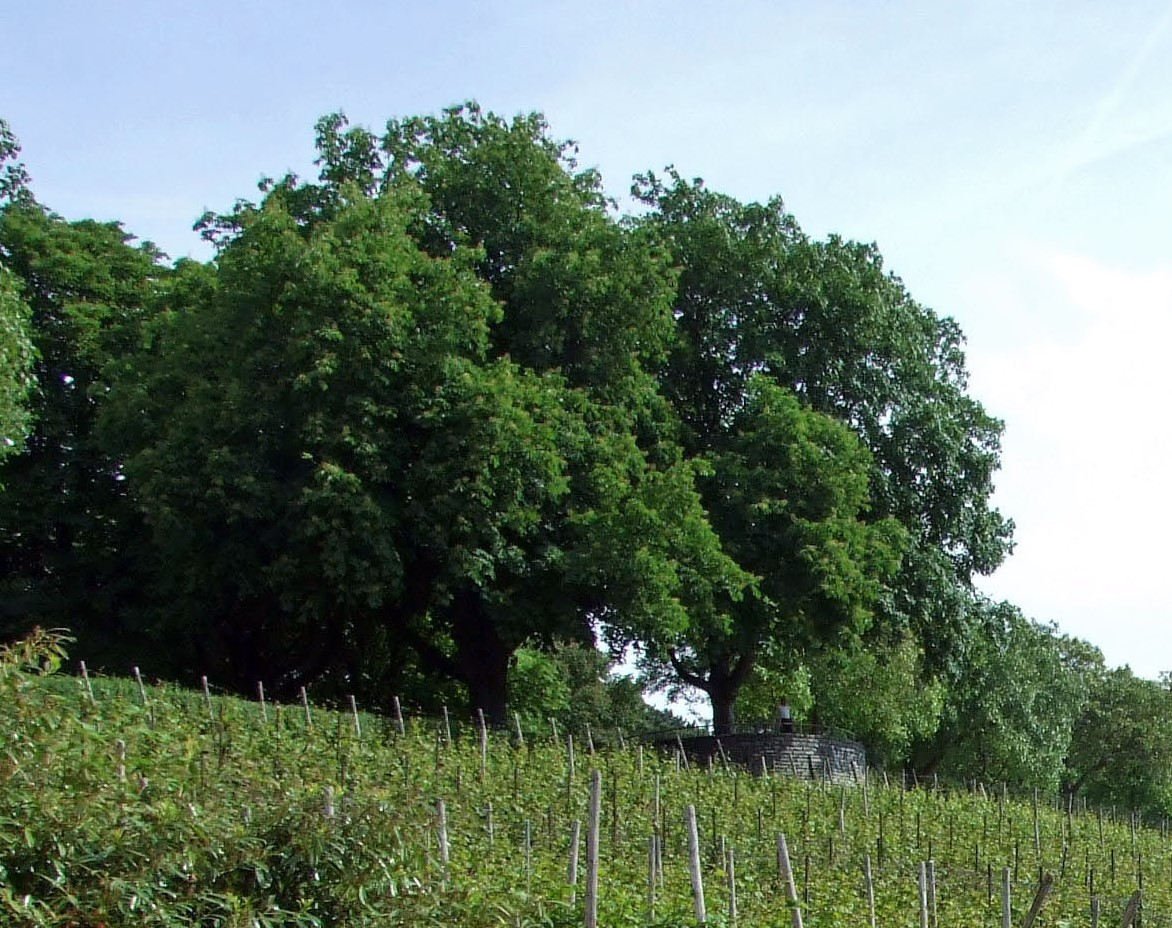
Blick zur kleinen Rotunde im Lohrpark, von der man einen Fernblick genießen und auf den Weinberg Lohrberger Hang hinunter schauen kann
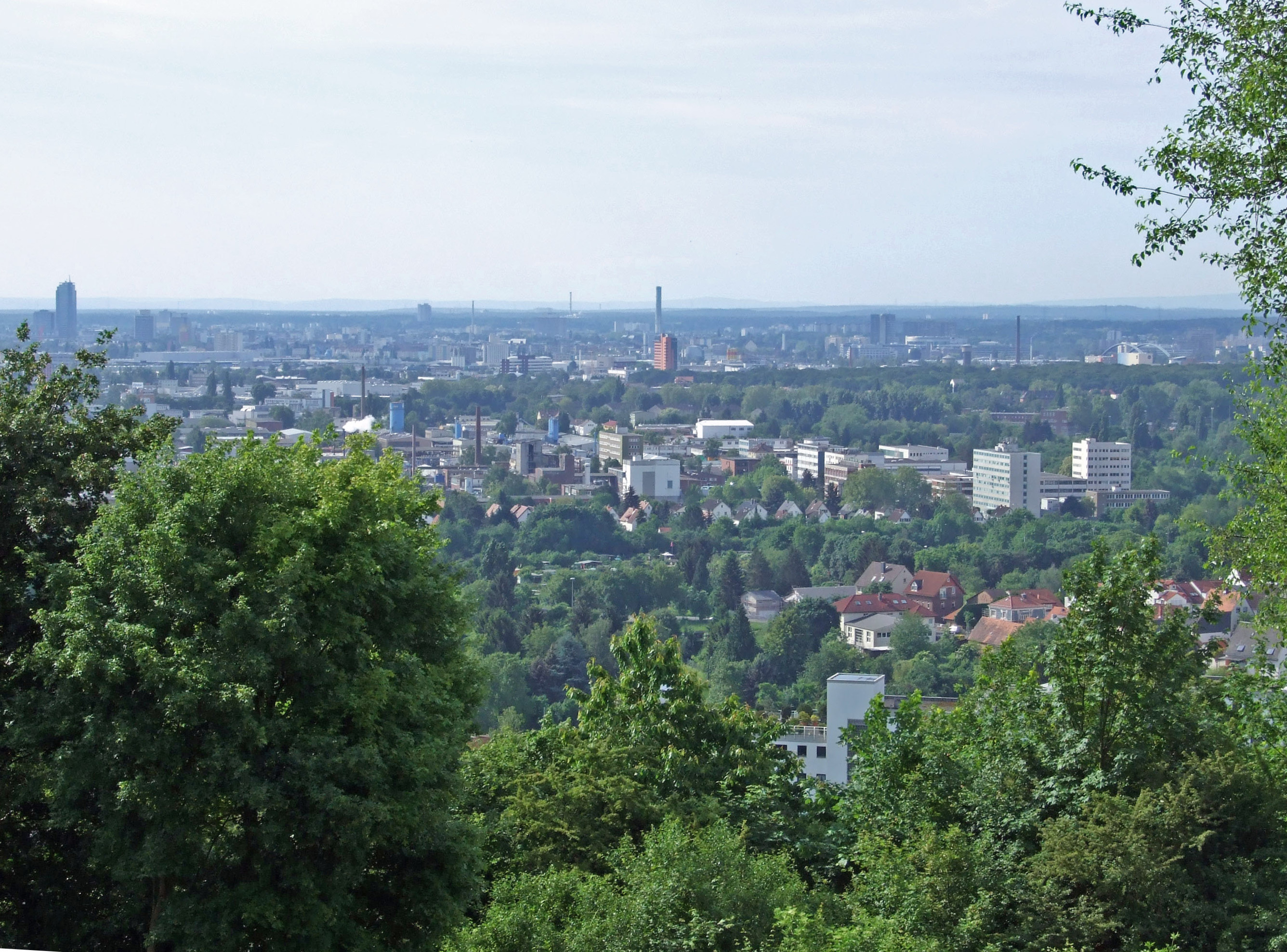
Blick vom Lohrpark auf das Seckbacher Neubaugebiet Am Kappelgarten und die Seckbacher Niederung mit Industrie- und Gewerbegebiet
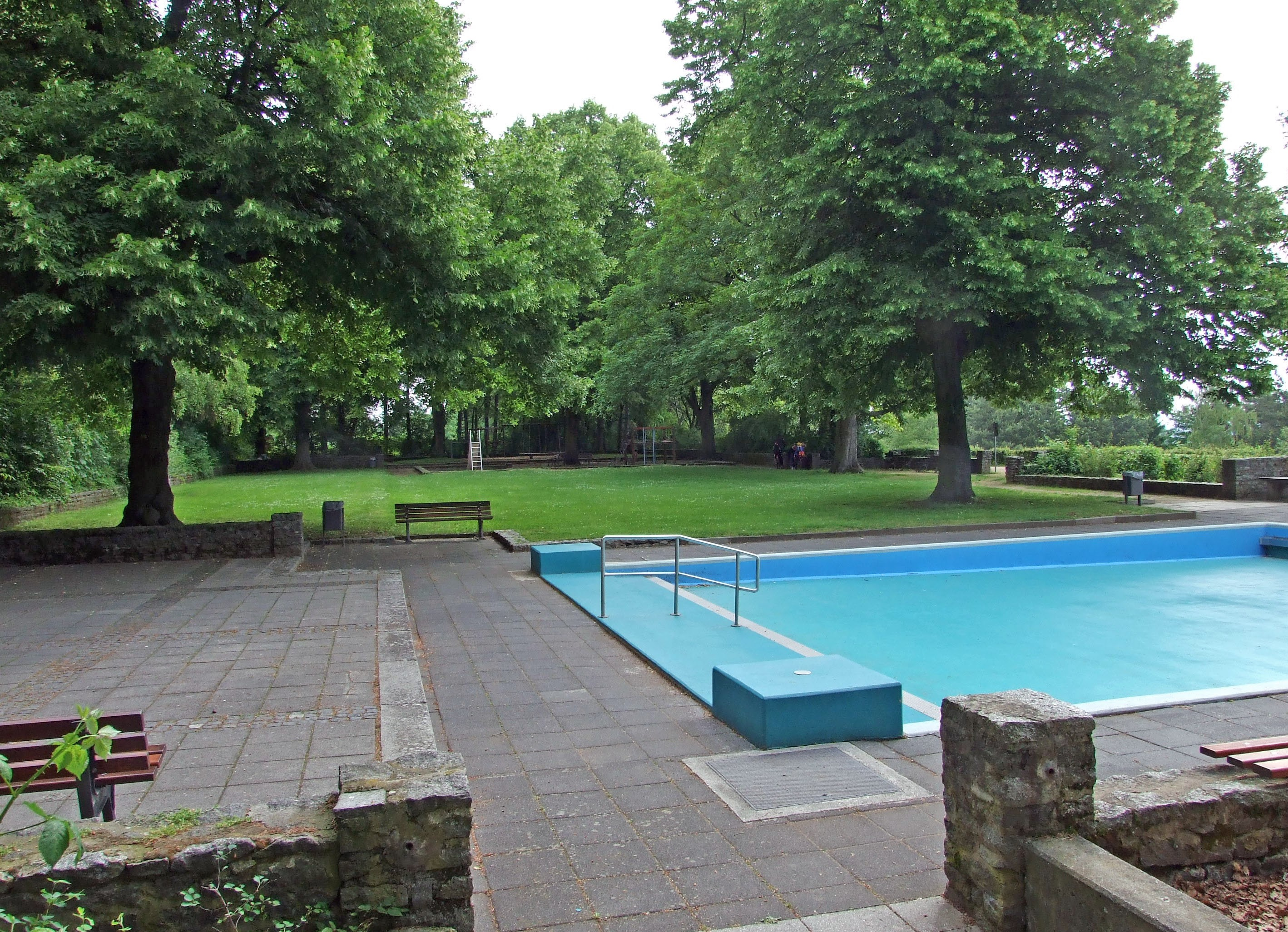
Kinder-Erholungsgarten mit Spielplatz, Liegewiese und Wasserspielbecken (Mai – September in Betrieb)

Der Lohrpark bietet unter anderem die Lohrberg-Schänke, ein seit den 1930er Jahren beliebtes Frankfurter Ausflugslokal, den Ende der 1920er Jahre entstandenen Kinder-Erholungsgarten mit einem Kinderspielplatz, einem rechteckigen Wasserspielbecken mit teils sonniger, teils schattiger Liegewiese, zahlreiche Spazier- und Radwege sowie Rasenflächen für Spiel und Sport. Auf dem Spazierweg in der Nähe des Planschbeckens befinden sich ein runder hölzerner Unterstand und eine kleine, in Sitzhöhe gemauerte Rotunde mit einem einzelnen Baum im Mittelpunkt, von der man hinunter auf den Weinberg Lohrberger Hang und in die Ferne schauen kann. Der hölzerne Unterstand mit Sitzbänken wurde im Laufe der Zeit baulich verändert. Er hatte früher drei Trennwände, die jeweils eine ovale Öffnung zum Durchblicken in das nächste Abteil besaßen. Dies war insbesondere für Kinder, Familien und Verliebte ein attraktives Plus, auf das man heute verzichten muss. Zwischen Unterstand und kleiner Rotunde gelangt man über einen von Stufen unterbrochenen Weg durch den Weinberg. Dieser Weg ist im Spätsommer geschlossen, wenn die Trauben ihre Reife erreichen und die Beerenlese bevorsteht, wegen seines Gefälles aber auch im Winter, wenn Glatteisgefahr besteht. Der Weinberg kann von Spazierwegen sowohl von oben als auch von unten betrachtet werden. Ein gemauertes Ehrenmal für die Gefallenen Seckbachs verfügt über einen Innenhof, in dem die Namen der Opfer des Ersten Weltkrieges dokumentiert sind. Der Gefallenen des Zweiten Weltkrieges gedenkt eine weitere Tafel.
Die Spazierwege des Lohrparkes sind teils asphaltiert, teils mit Sand bestreut. Sie sind überwiegend eben und eignen sich dadurch auch für ältere und gehbehinderte Menschen. Die Spazierwege auf den Lohrberg hinauf sind naturgemäß relativ steil. Vom Parkplatz aus kommt man jedoch auf ebenen Wegen durch den Lohrpark und zu allen Attraktivitäten. Eine Vielzahl von Sitzbänken im gesamten Lohrpark lädt zum Verweilen, zum Sonnen und zu einem Ausblick in die Ferne ein.
Vom Lohrpark hat man von verschiedenen Standorten aus einen attraktiven Panoramablick auf Seckbach, über die Weite der Mainebene bis zu den Bergen des Spessarts, den Höhenzügen des Odenwaldes. Natürlich kann man auch einen Teil der Frankfurter Hochhäuser sehen, ebenso die Feuerwerke der Frankfurter Dippemess, die auf dem Platz an der Eissporthalle gegenüber dem Ostpark stattfinden. Die Höhenlage eignet sich im Herbst insbesondere dazu, Drachen steigen zu lassen. Im Winter bietet der Lohrpark bei Schnee Frankfurts längste Rodelbahn. Seit Generationen suchen Seckbacher Kinder am Morgen des Ostersonntages auf dem Lohrberg nach Ostereiern. Es bieten sich zahlreiche einfache bis schwierige Versteckmöglichkeiten.
Tierbeobachtungen sind auf dem Lohrberg möglich, denn viele Vögel und Eichhörnchen sind ständig auf der Suche nach Beeren, Kernen und Insekten. Begünstigt durch die nahen Felder sind auch Kaninchen und Füchse unterwegs. Jogger, Nordic Walker, Radfahrer, Spaziergänger, Ballsportler, Sonnenhungrige und Entspannungssuchende kommen auf ihre Kosten und finden viele Sitzbänke vor. Bei geeigneter Witterung kann auf einer dafür ausgewiesenen Rasenfläche auf mitgebrachten Geräten gegrillt werden. Für Kinder und Tiere problematisch sind jedoch die von Besuchern häufig hinterlassenen Abfälle in den Grünanlagen und auf Wegen sowie teilweise überfüllte Abfallbehälter. An Hundebesitzer und Hunde ist gedacht, eine Gassibeutel-Station ist vorhanden, ebenso wie eine Wasserpumpe. Öffentliche Toiletten sind in einem Nebengebäude der Lohrbergschänke untergebracht. Das MainÄppelHaus Lohrberg mit dem angeschlossenen Garten ist ein umweltpädagogisches Beratungszentrum.

### Weinbau am Lohrberger Hang

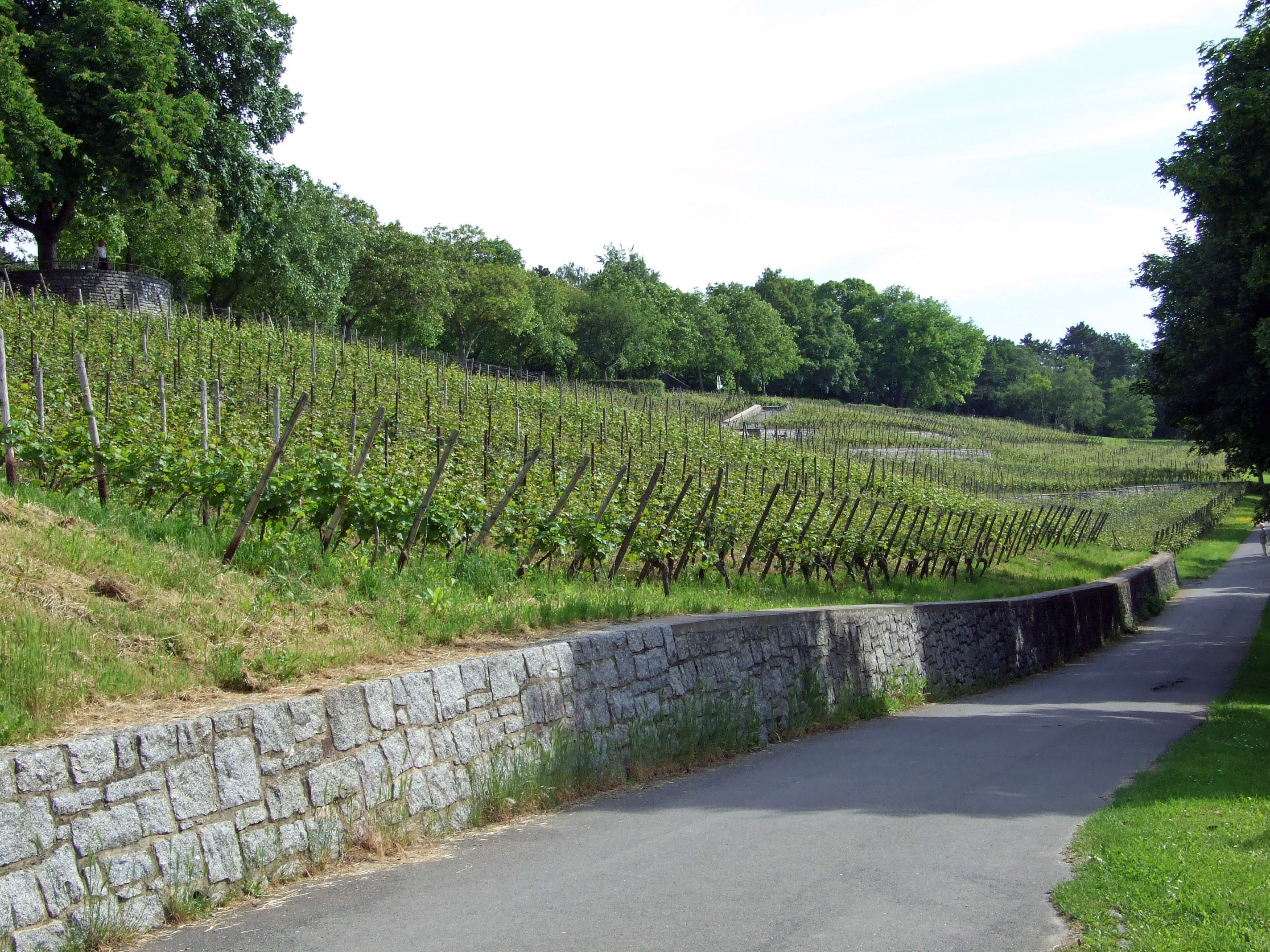
Weinberg Lohrberger Hang (Riesling, östlicher Rheingau)

Der Weinbau am Lohrberg ist schon seit der zweiten urkundlichen Erwähnung Seckbachs (Seckibah = Sickerwasser) im Jahr 882 belegt. Dort ist von drei Huben Land mit Weinbergen in Seckibah zu lesen. Allerdings reichte die Weinanbaufläche früher deutlich weiter, bis etwa zum ehemaligen Damm der Trambahn-Linie 32 (später 20, zuletzt 12) nach Bergen.
Schon seit dem Jahr 1803 ist die Weinlage Lohrberger Hang im Seckbacher Lohrpark im Besitz der Stadt Frankfurt am Main, obwohl Seckbach erst zum 1. Juli 1900 eingemeindet wurde. Anfang des 19. Jahrhunderts wurde der Winzerbetrieb mit seinen Gebäuden und Weinbauflächen säkularisiert. Er gehörte zuvor dem Frankfurter Karmeliterkloster. Früher überwachten Feldschützen, dass sich im Weinberg keine Unbefugten gütlich taten.
Der Lohrberger Hang bildet die östlichste Weinlage des Rheingaus. Jedes Jahr können aus den im Lohrpark geernteten Riesling-Trauben ca. 10.000 Flaschen Lohrberger Hang Riesling abgefüllt werden. Die 1,3 Hektar große Lage ist leicht nach Süden geneigt und erhält auf diese Weise viel Sonne. Sie wird vom Weingut der Stadt Frankfurt am Main bewirtschaftet. Der Wein wird meist trocken ausgebaut und erreicht in guten Jahren Spätlese- und Auslese-Qualität. Bis 1994 bewirtschaftete die Stadt den Lohrberger Hang mit eigenen Kräften, seitdem ist ein Pächter aktiv. Bei der Hessischen Landesweinprämierung erhalten die Weine des Lohrberger Hangs regelmäßig Auszeichnungen.
Der Frankfurter Lohrberger Hang Riesling wird bei entsprechenden Anlässen im Frankfurter Rathaus Römer ausgeschenkt, bevorzugt an wichtige Gäste der Stadt. Der Wein wird jedoch in der Limpurger Gasse auch frei verkauft und kann dort zuvor verkostet werden. Ein Schild am Anfang der Limpurger Gasse mit dem Wappen der Stadt Frankfurt weist den Weg. Ausgeschenkt wird der Wein nebenan im Eckhaus, in der Weinstube im Römer. Ein Ausschank und Verkauf der Flaschenweine findet jedoch auch direkt auf dem Lohrberg statt, so in dem Gartenlokal Lohrberg-Schänke und im MainÄppelHaus.

### Ehrenmale

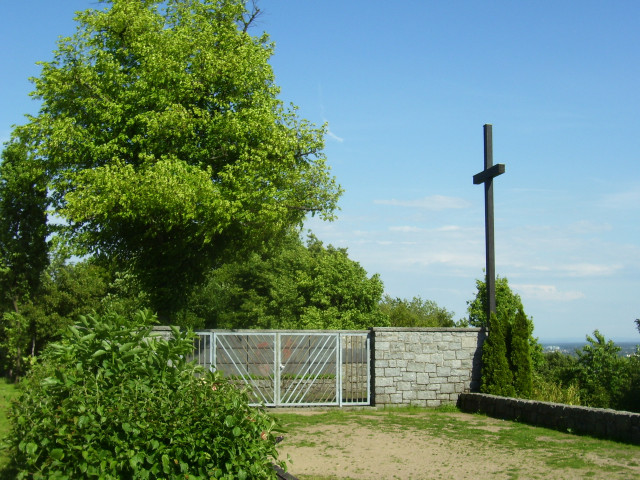
Ehrenmal für Seckbacher Gefallene in den Weltkriegen

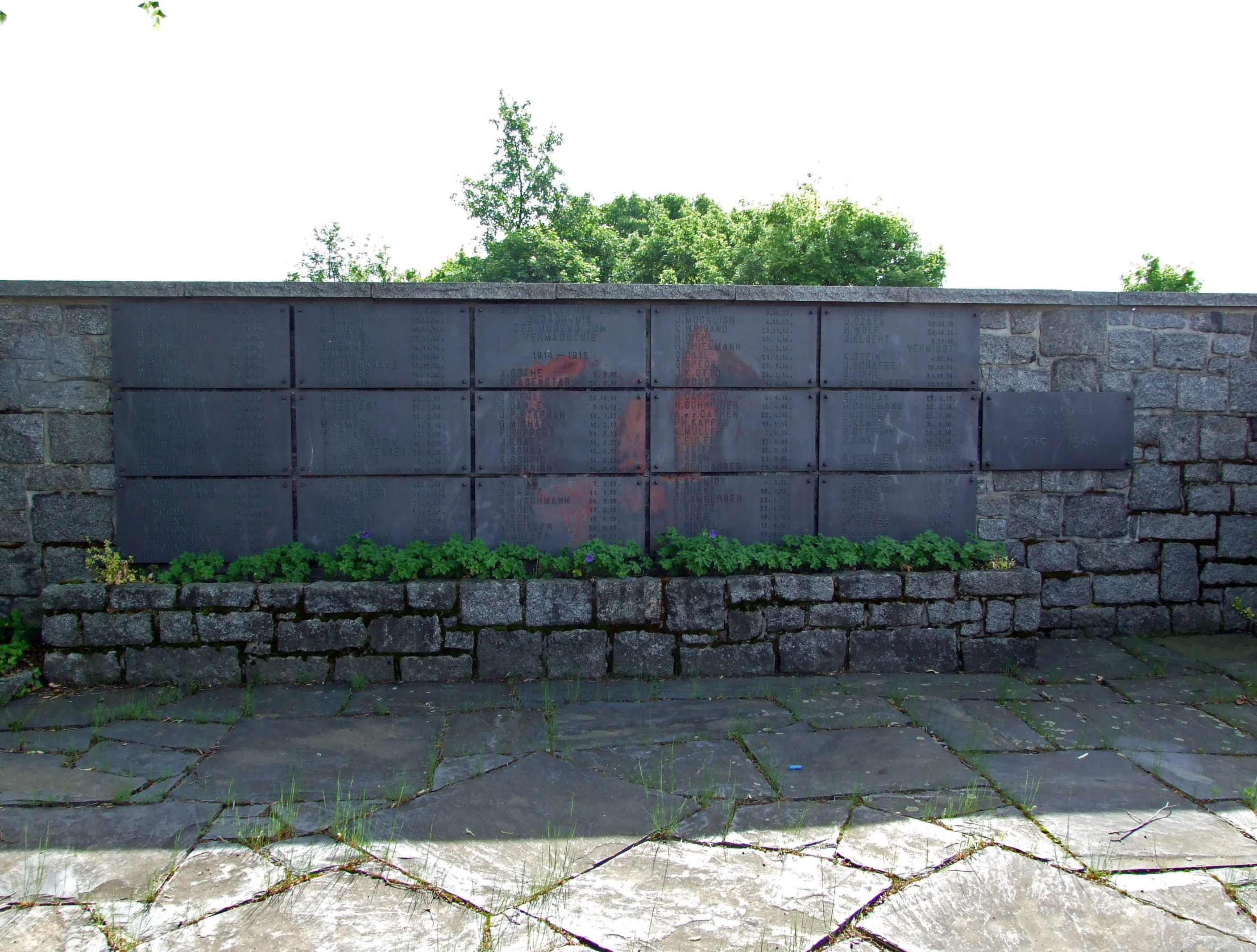
Gedenktafeln und Blumenbeet im Innenhof des Ehrenmals

Innerhalb des Lohrparkes wurden zwei Ehrenmale errichtet, im Jahr 1930 das Ehrenmal für die Gefallenen Seckbachs im Ersten Weltkrieg, das 1993 auch den Gefallenen des Zweiten Weltkrieges gewidmet wurde. Ein weiteres Denkmal befindet sich direkt am Austragungsort des jährlich stattfindenden Lohrbergfestes, der großen zweigeteilten ebenen Rasenfläche im Zentrum des Lohrparkes. Das Frankfurter Friedrich-Ludwig-Jahn-Denkmal ehrt seit 1953 den bekannten Turnvater, trägt seinen Namen und das Turnerkreuz. Weniger geläufig ist, dass er Abgeordneter des Vorparlaments und der Frankfurter Nationalversammlung in der Paulskirche gewesen ist. Jahn hatte im Jahr 1848 ganz in der Nähe, an der Berger Warte und der Leopoldsäule, eine Rede gehalten. Das Denkmal für Jahn wurde am 31. Mai 1953 anlässlich des 3. Lohrbergfestes durch Oberbürgermeister Walter Kolb und den damaligen Lohrbergfest-Koordinator Karl Zscherneck eingeweiht.

### Freizeitgärten
Auf dem Lohrberg befindet sich die erste Dauer-Kleingartenkolonie der Stadt Frankfurt am Main, die 1919, also fünf Jahre vor der Fertigstellung des Lohrparkes eröffnet wurde. Die ersten Kolonisten gründeten 1920 die Obst- und Gartenbaugenossenschaft GmbH Frankfurt. Im März 1923 wurden die Mittel zur Errichtung einer zweiten Kleingartenanlage sowie für den Bau von Zugangswegen zum Lohrpark von der Stadt genehmigt. Im gleichen Jahr gaben die Kleingärtner des Lohrberges ihrem Zusammenschluss den Namen Obst- und Gartenbauverein Lohrberg. Dieser wurde jedoch im Jahr 1934 in Kleingärtnerverein Lohrberg e. V. geändert. 1970 wurde das 50-jährige, 1995 das 75-jährige Bestehen gefeiert. Seit 2004 ist der Verein online. Insgesamt sind heute mehr als 3 Hektar des Lohrberges als Kleingartenanlage ausgewiesen.

### Wanderwege
Der Lohrberg ist Teil des 118 Kilometer langen Vulkan-Steigs (Vater-Bender-Weg) des Vogelsberger Höhen-Clubs, eines Wanderweges, der von Seckbach aus (1 km) über den Lohrberg (3 km) nach Bergen, (15 km) über die Hohe Straße nach Ostheim, (9 km) Langen-Bergheim, (7 km) Grauer Stein, (2 km) Herrnhaag, (5 km) Büdingen, (6 km) Michelau, (8 km) Wenings, (6 km) Ober-Seemen, (6 km) Volkartshain, (3 km) Hartmannshain, (4 km) Herchenhainer Höhe, (5 km) Taufstein, (1 km) Hoherodskopf, (7 km) Feldkrücker Höhe, (6 km) Ulrichstein, (10 km) Groß-Felda, (10 km) Oberrod, (5 km) nach Alsfeld führt. Der Vulkan-Steig ist durch Wegemarkierungen ausgezeichnet, die aus einem Rechteck bestehen, das horizontal in eine oben rote und unten weiße Fläche aufgeteilt ist.
Organisierte Wanderungen, die auch über den Lohrberg führten, haben unter anderem der Pfälzerwald-Verein und die Wanderabteilung des Turnvereins Seckbach 1875 durchgeführt.
In der kostenlosen GrünGürtel-Freizeitkarte sind die Fahrrad- und Wanderwege des Frankfurter GrünGürtels eingetragen, die auch über den Lohrberg führen. Eine weitere kostenlose Wanderkarte beschäftigt sich speziell mit dem Quellenwanderweg innerhalb des Frankfurter Grüngürtels. Dieser führt zu den Quellen am Lohrberg und am Berger Hang, der mit dem Bischofsheimer Hang zum größten zusammenhängenden Streuobstgebiet Hessens gehört. Beide Karten können über die Stadt Frankfurt kostenlos bezogen werden; die Wanderkarte steht als PDF-Datei auch zum Herunterladen zur Verfügung.

### Gastronomie

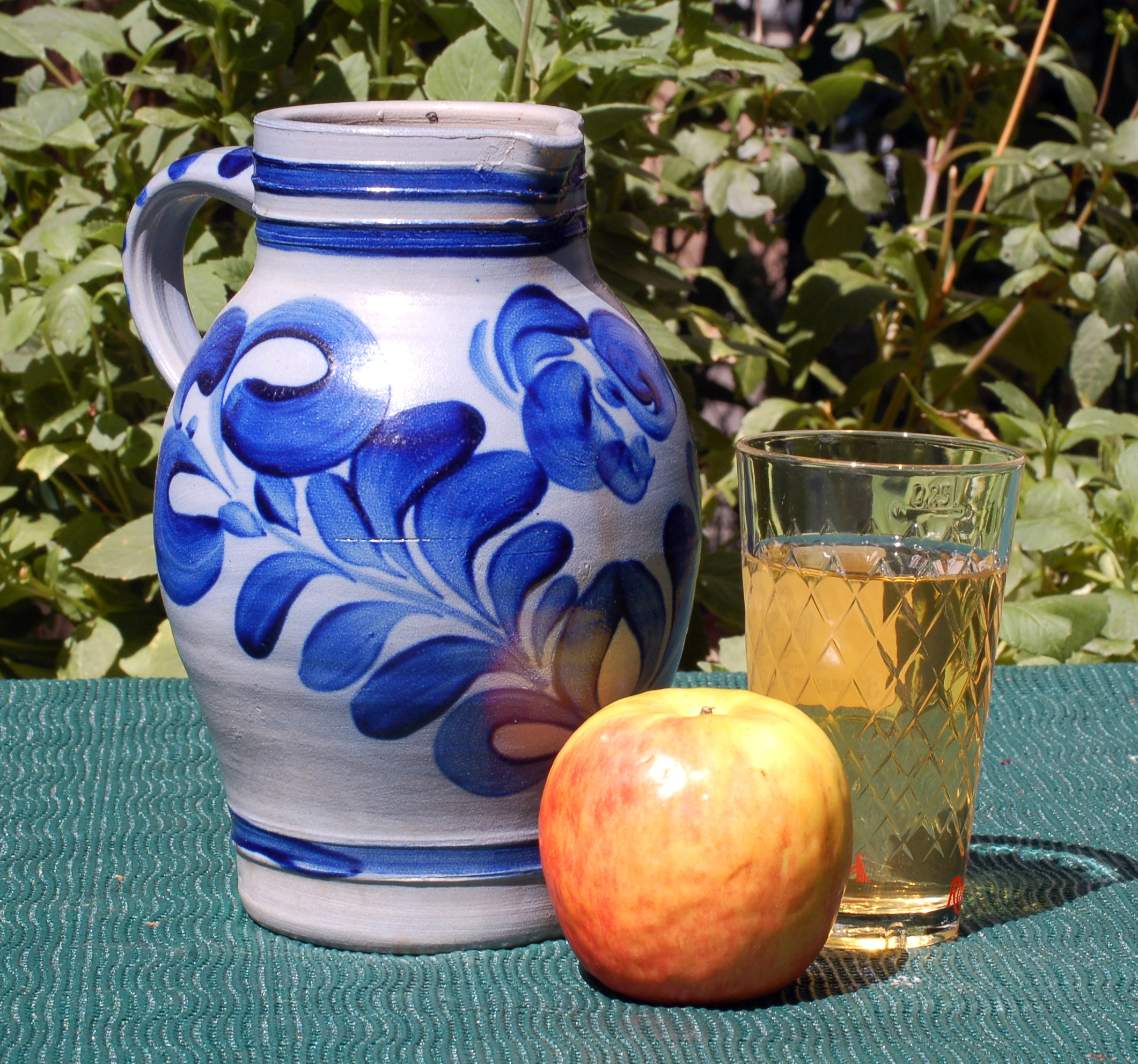
Frischer Äppelwoi (Apfelwein) aus Bembel (Krug) und Gerippten

Das architektonisch nach Plänen aus den 1920er Jahren errichtete und 1933 eröffnete Gartenlokal Lohrberg-Schänke schließt das etwa 1763 errichtete Lohrhaus ein und ist an einem der bevorzugtesten Aussichtspunkte des Lohrparkes gelegen. In den 1950er Jahren war das Lokal Treffpunkt der Frankfurter Musiker und Schauspieler. Der ehemalige Wirt, Herr Pflug, erinnert sich in diesem Zusammenhang besonders gern an Willy Berking, den Leiter der Big Band des Hessischen Rundfunks (hr). Vor der gerundeten Gaststube befindet sich eine ebenerdige Terrasse, die von altem Baumbestand überschattet und von Hecken umgeben ist. Geboten werden kleine Mahlzeiten, Kuchen und Torten, heiße und kalte Getränke sowie Speiseeis.
Das MainÄppelHaus Lohrberg bietet ein so genanntes Äppel-Bistro, in dem es Spezialitäten der Frankfurter Küche anbietet und selbst gekelterte Getränke ausschenkt.

### Informations- und Begegnungsstätte
Das Areal des umweltpädagogisch konzipierten MainÄppelHauses Lohrberg basiert auf der 1947 von der Stadt Frankfurt am Main angelegten Beispielobstanlage zur Beratung der Obstbau betreibenden Einwohnerschaft. Der MainÄppelHaus Lohrberg Streuobstzentrum e. V. ist zugleich eine Art Nachfahre des 1907 gegründeten und 1985 aufgelösten Obst- und Gartenbauvereins Seckbach. Im Jahr 2003 hatte der Verein Streuobstzentrum die Trägerschaft der von der Schließung bedrohten Beispielobstanlage übernommen. Das MainÄppelHaus versteht sich als Informations- und Begegnungsstätte rund um die Themen Streuobst und Gartenbau. Geboten werden unter anderem Umweltbildungsveranstaltungen, verschiedene Kurse, Führungen im Naturerlebnisgarten, Bioprodukte aus dem angegliederten Hofladen, Buchtipps, Merkblätter und Presseinformationen. Kinderprojekte, insbesondere für Schulklassen und Kindergärten runden das Angebot mit Naturerlebnis-Aktionen ab.

### Lohrbergfest

Turnerkreuz: Frisch, fromm, fröhlich, frei

Das Lohrbergfest ist ein jährlich veranstaltetes Bergsportfest für Kinder und Jugendliche aus Turn- und Sportvereinen der Städte Frankfurt am Main und Bad Vilbel (Wetteraukreis), das auf Initiative von Karl Zscherneck bei Oberbürgermeister Walter Kolb und in Absprache mit dem Frankfurter Sportamt erstmals 1951 stattfand und seitdem jährlich bis zu 750 Teilnehmer und hunderte von Schaulustigen auf Frankfurts Haus- und Weinberg zieht.
Oberbürgermeister Kolb beauftragte den Turnverein Seckbach 1875 mit der alljährlichen Organisation, der den breitensportlichen Event seitdem für den Turngau Frankfurt veranstaltet. Seinerzeit war Kolb auch Vorsitzender des Deutschen Turner-Bundes (DTB). Im Rahmen des Lohrbergfestes finden teilweise auch Faustball-Turniere statt. Weitere vom Gelände und Umfeld gebotene Möglichkeiten bzw. bei Bergturnfesten übliche Wettbewerbe wie Baumstammwerfen, Fitness-Tests für jedermann, Ger-Zielwerfen, Hochsprung, Hufeisen-Zielwerfen, Keulenzielwurf, Langstreckenläufe, Orientierungsläufe, Nordic Walking, Tauziehen, Trampolinturnen, Gerätturnen, Volleyball, Wandern oder eine ökumenische Open-Air-Andacht, Show-Performances und Open-Air-Konzerte als Rahmenprogramm blieben bislang ungenutzt. Das Lohrbergfest bietet keinerlei Teilnahmemöglichkeit für Aktive, die nicht im Turngau Frankfurt organisiert sind, und bietet Zuschauern keine Optionen eigener Aktivität.
Organisator des Lohrbergfestes mit rein leichtathletischen Wettkämpfen (50-, 75- und 100-Meter-Lauf, Ballwerfen, Kugelstoßen, Weitsprung, Pendelstaffel 4 × 100 Meter) wurde Karl Zscherneck, der ab 1960 auch Vorsitzender des TV Seckbach war. Bei den Staffelläufen geht es um Wanderpreise des Turnvereins Seckbach, des Sportamtes Frankfurt, der Arbeiterwohlfahrt Seckbach, des Sport- und Kulturrings Seckbach, um den Karl-Zscherneck-Gedächtnispreis und den vom Magistrat der Stadt Frankfurt gestifteten Walter-Kolb-Gedächtnispreis. Es werden Urkunden, Medaillen am Band, Pokale bzw. Wanderpokale, in früheren Jahren zum Teil auch Lorbeerkränze überreicht.

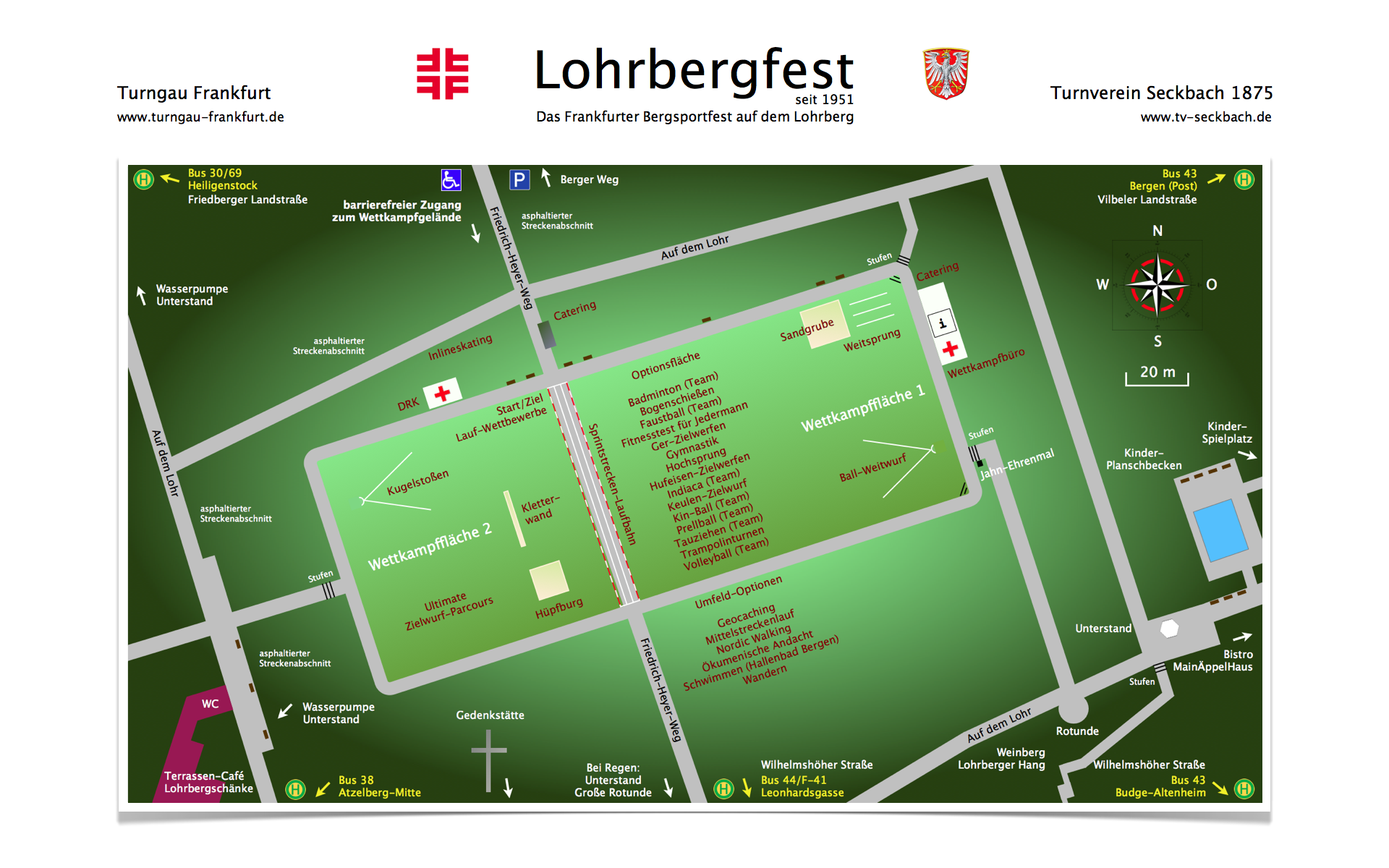
Graphik: Lohrbergfest

Das neu ins Leben gerufene Bergsportfeste folgt unmittelbar auf das Frankfurter Turnfest von 1948. Die Idee für das Frankfurter Bergsportfest, das Einzige innerhalb des Stadtgebietes von Frankfurt am Main, basiert auf der früheren Anwesenheit des Turnvaters Friedrich Ludwig Jahn, der am 4. Juni 1848 auf dem östlichen Teil des Lohrberges, in unmittelbarer Nähe der Berger Warte und der Leopoldsäule auf Seckbacher Gemarkung, eine Rede vor Turnern gehalten hat. Zudem wollte man zu dem schon seit 1844 stattfindenden Feldbergfest, dem ersten deutschen Bergsportfest überhaupt, ein kleineres Pendant auf Frankfurter Boden schaffen. Hessen ist die Keimzelle der Bergsportfeste, in dem Bundesland finden bis heute auch die meisten Bergsportfeste statt, wie man an der nach den Landesfarben roten Farbgebung des Turnerkreuzes auf weißem Grund erkennen kann.
Nach dem Zweiten Weltkrieg markierte das Lohrbergfest einen Anreiz zur freien sportlichen Betätigung in den reaktivierten Turn- und Sportvereinen der weitgehend zerstörten Stadt am Main. Viele Kinder und Jugendliche der damaligen Zeit wuchsen ohne vollständige Familie auf, etliche waren Halb- oder gar Vollwaisen. Sportliche Veranstaltungen wie diese erfüllen somit auch einen wichtigen sozialen Zweck, werden die gebildeten Mannschaften nebst Trainern und Betreuern doch oft zu einer Art Ersatzfamilie. Gleichzeitig sorgt das Frankfurter Bergsportfest für frühlingshafte Aufbruchstimmung.
Am 31. Mai 1953, anlässlich des 3. Lohrbergfestes, weihten OB Kolb und Karl Zscherneck das Frankfurter Friedrich-Ludwig-Jahn-Denkmal zu Ehren des Turnvaters ein. Es steht direkt an der großen Wettkampffläche. 1975 konnte das 25. Jubiläum des Lohrbergfestes begangen werden, im gleichen Jahr auch das 100. Jubiläum des Ausrichters, des Turnvereins Seckbach.
Im Jahr 2000 war das 50. Jubiläum des Frankfurter Bergsportfestes, eine Jubiläumsfestschrift wurde jedoch nicht publiziert, größere Medienresonanz blieb aus, die Teilnehmerzahlen gingen um mehr als sechzig Prozent zurück. Um diese leichtathletische Veranstaltung adäquat durchführen zu können, setzt man nach wie vor auf viele freiwillige Helfer, so genannte volunteers (engl.). Zudem haben sich in jüngster Zeit einige große Sponsoren wie Fraport und Mainova gefunden, die den breitensportlichen Event für Frankfurter Kinder und Jugendliche unterstützen.
Im Rahmenprogramm des Lohrbergfestes wird neuerdings auch ein Kindernachmittag angeboten, mit Kletterwand in unterschiedlichen kindgerechten Schwierigkeitsgraden, Inline-Skaten, Baseball, einem Ultimate-Zielwurf-Parcours und weiteren kleinen Attraktionen. Daran können sich nun auch Kinder und Jugendliche beteiligen, die keinem Verein angehören und auch nicht zum Lohrbergfest gemeldet sein müssen. Das Lohrbergfest findet jeweils im Mai statt. Bei widrigen Witterungsverhältnissen wird ein Ausweichtermin im September relevant. Im Jahr 2010 war das 60. Jubiläum des Lohrbergfestes.

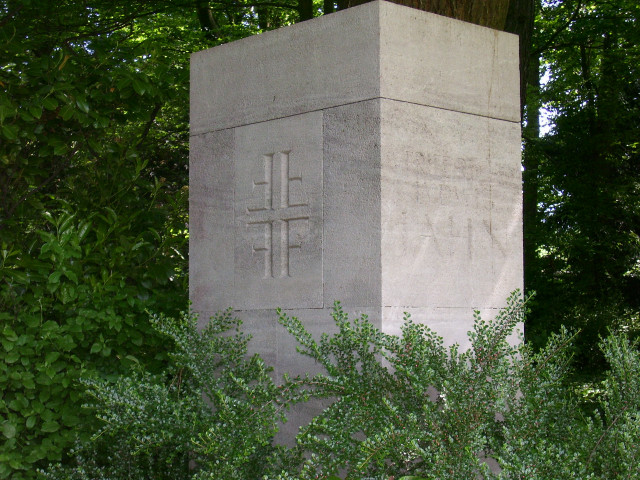
Das Friedrich-Ludwig-Jahn-Denkmal von 1953 im Lohrpark, mit Jahn-Schriftzug und Turnerkreuz
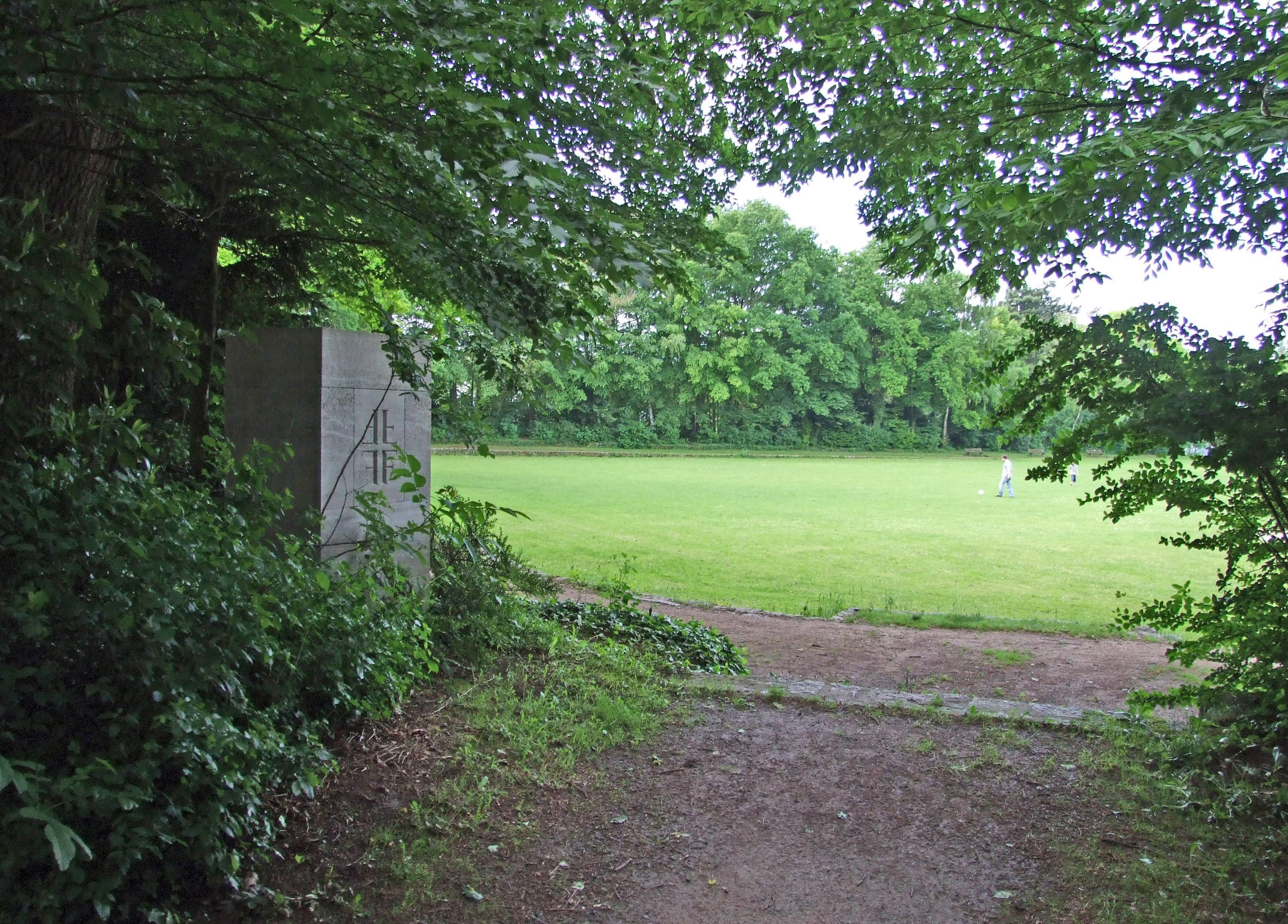
Blick vom Spazierweg am Jahn-Denkmal auf die große zweigeteilte Spielwiese des Lohrparks, die Wettkampffläche des Lohrbergfestes
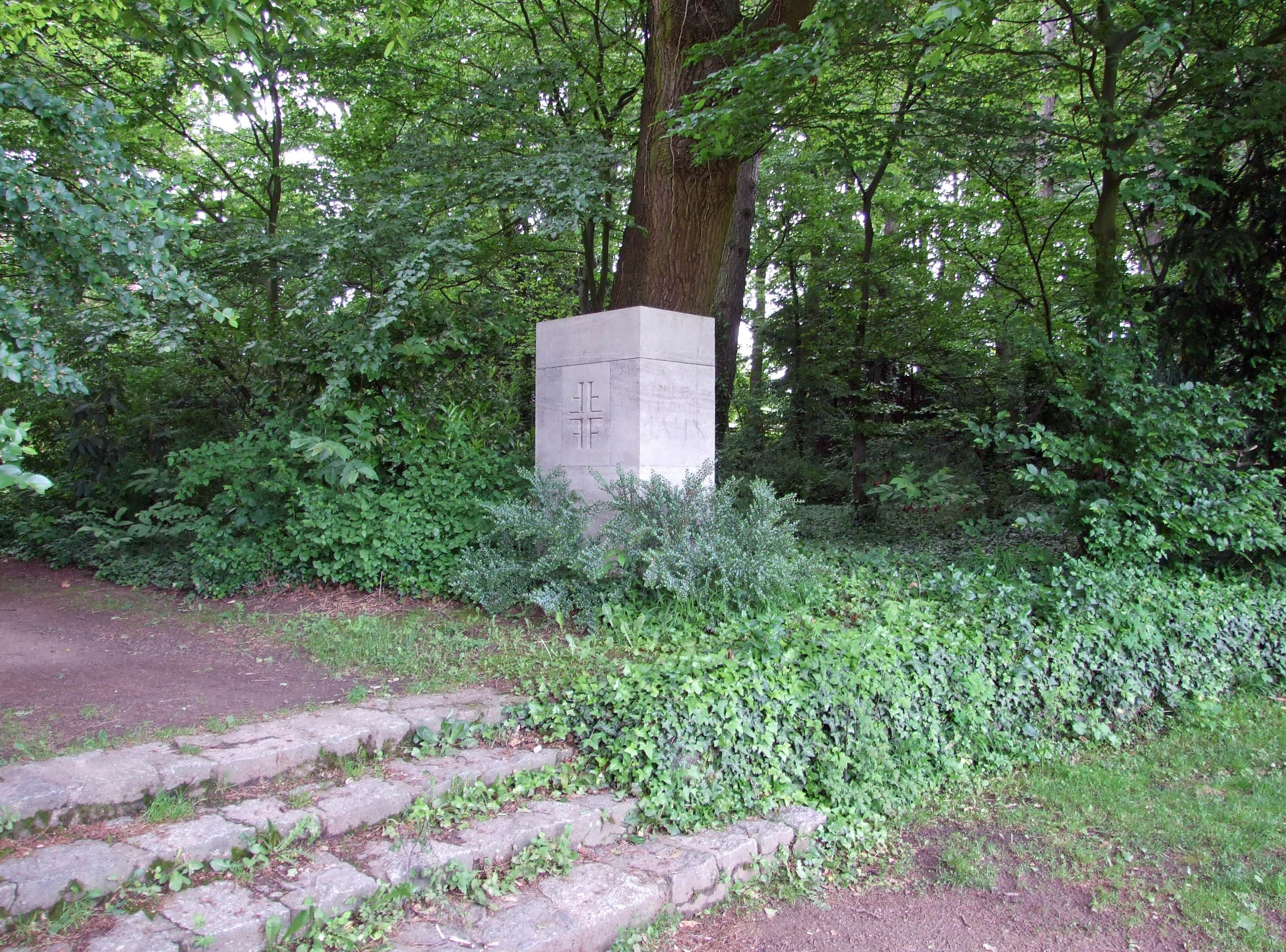
Friedrich-Ludwig-Jahn-Denkmal im Lohrpark auf dem Lohrberg in Frankfurt-Seckbach
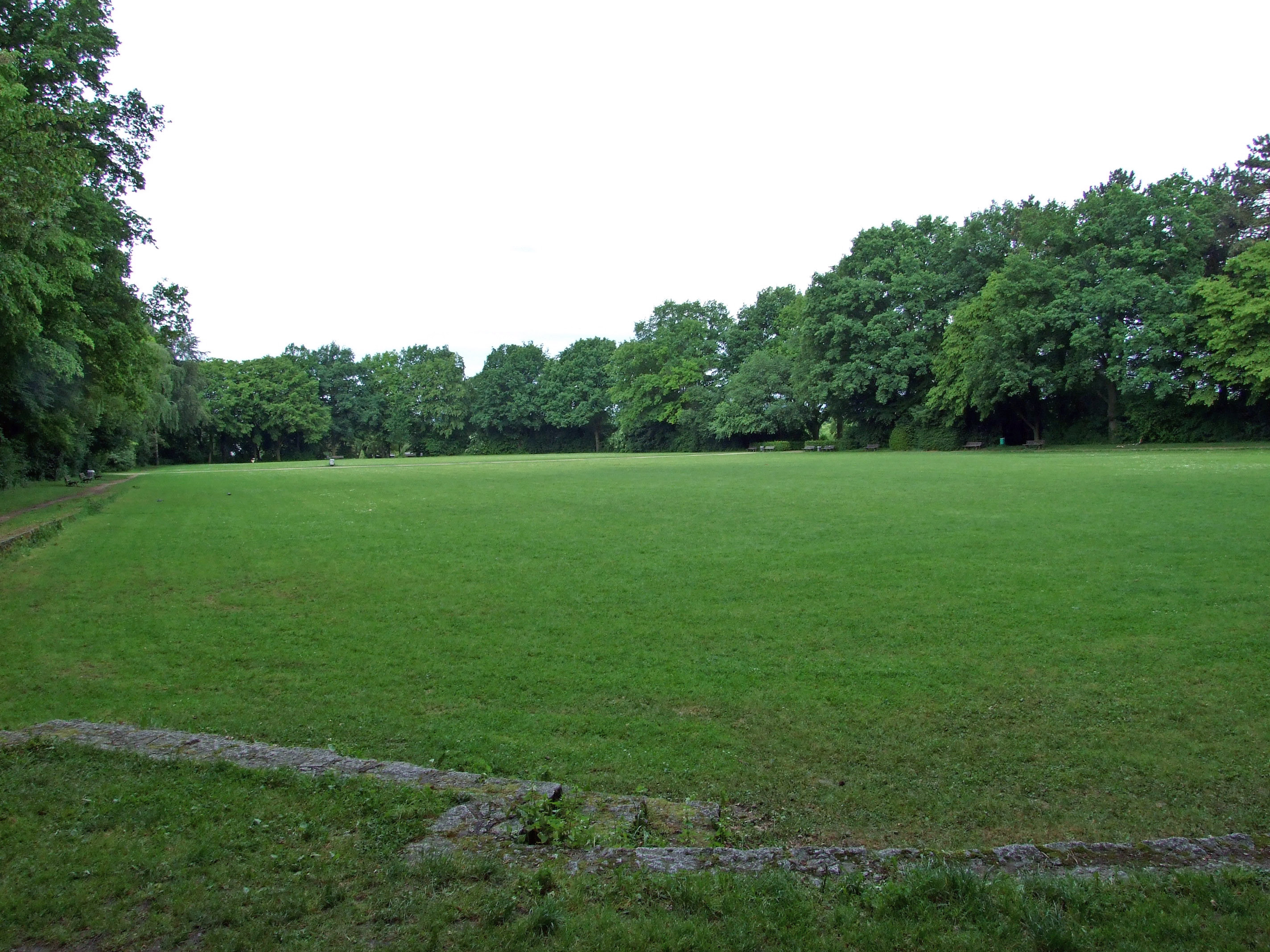
Kernstück des Lohrparks auf dem Lohrberg – die große Spielwiese, seit 1951 Wettkampffläche des Lohrbergfestes

## Planung
Seitens der Stadt ist geplant, den Huthpark und den Lohrpark auf dem Lohrberg im Nordwesten Seckbachs durch die Neuentwicklung eines weiteren Parks, des so genannten Wiesenparks, miteinander zu verbinden. Dabei soll, basierend auf der seltenen Nutzungsmischung und Kleinteiligkeit des Gebietes, eine parkartige Landschaft entstehen, die verschiedenen Nutzungsansprüchen Raum bietet. Diese unterschiedlichen Ansprüche sorgen jedoch gleichzeitig für Diskussionsstoff und entsprechende Differenzen.

## Verkehrsanbindung
Mit dem Kraftfahrzeug gibt es Zufahrtmöglichkeiten entweder von der Wilhelmshöher Straße oder über die Friedberger Landstraße (in Richtung Bad Vilbel) und den Berger Weg auf den Lohrberg und zum Parkplatz des Lohrparkes. Die Abfahrt mit dem Auto ist nur über den Berger Weg zur Friedberger Landstraße oder Nussgartenstraße erlaubt. Mit dem öffentlichen Personennahverkehr (ÖPNV) kann man mit der RMV-Buslinie 43 bis zur Haltestelle Budge-Altenheim fahren. Von dort sind es etwa 10 Minuten ansteigender Fußweg bis in den Lohrpark. Alternativ nutzt man die Buslinie 30 bis zur Haltestelle Heiligenstock. Bis zum Lohrpark sind es von dort auf überwiegend ebener Strecke entlang des von Feldern und Kleingärten gesäumten Berger Weges ebenfalls etwa 10 Minuten zu gehen. Ab dem 23. April 2011 wurde erstmals der „Lohrbergbus“ angeboten, welcher am Wochenende im Stundentakt vom Friedberger Platz bis zum Lohrberg-Parkplatz verkehrte. Dies war jedoch nur ein auf zwei Jahre befristeter Probebetrieb, der aus Kostengründen nicht verlängert wurde. Seit dem Frühjahr 2013 steht diese Verkehrsanbindung nicht mehr zur Verfügung. Ab dem 30. März 2018 fährt der Lohrberg-Bus mit der Nummer 83 wieder an Wochenenden und an Feiertagen im 30-Minuten-Takt von 11 bis 21:30 Uhr von der Friedberger Warte auf den Lohrberg.